# Ordine nazionale del Québec
L'Ordine Nazionale del Québec è un'onorificenza della provincia del Québec, in Canada.

## Storia
L'Ordine è stato fondato nel 1984, quando il luogotenente governatore Jean-Pierre Côté ha concesso l'assenso reale alla "Loi sur l'Ordre national du Québec" (Legge sull'Ordine Nazionale del Québec). L'Ordine è amministrato da un consiglio e ha lo scopo di onorare gli attuali o ex residenti del Québec per risultati notevoli in qualsiasi campo, essendo così descritto come il più alto onore tra tutti quelli conferiti dalla monarchia del Québec.

## Classi
L'Ordine dispone delle seguenti classi di benemerenza che danno diritto a dei post-nominali qui indicati tra parentesi:
- Grand'Ufficiale (GOQ)
- Ufficiale (OQ)
- Cavaliere (CQ)

| Nastri    |           |                 |
| Cavaliere | Ufficiale | Grand'Ufficiale |

## Struttura e assegnazione
Sebbene l'Ordine nazionale del Québec sia stato istituito con la concessione dell'assenso reale da parte del luogotenente governatore del Québec e il sovrano canadese sia la fons honorum, il primo non costituisce, come in altre province, una parte esplicita dell'organizzazione. Invece, il rappresentante del monarca è collegato all'ordine solo in virtù del suo posto nel governo provinciale, a cui la costituzione dell'Ordine fa specifico riferimento.
Le candidature all'Ordine nazionale del Québec sono ricercate nelle pubblicazioni dei mezzi di comunicazione di massa del Québec e sono dirette al Consiglio dell'Ordine nazionale del Québec, eletto da e tra i membri dell'Ordine per un periodo di tre anni e presieduto da un presidente eletto dal consiglio per due anni. Questo organismo ha il compito di raccogliere le candidature e inviare i loro suggerimenti al governatore del consiglio. Qualsiasi persona nata, vivente o che abbia vissuto in Québec, ad eccezione di chiunque sia membro dell'Assemblea nazionale del Québec, può essere nominata. Sono ammesse concessioni postume. Il Consiglio dei ministri può anche, senza il contributo del Consiglio dell'Ordine nazionale del Québec, presentare i nomi dei non québeciani per la nomina a membri onorari. La promozione attraverso il voto è possibile sia per i membri effettivi che per quelli onorari. L'ammissione riconosce le vistose azioni meritorie che abbiano migliorato o sostenuto il Québec e/o la sua lingua e cultura.
All'ingresso nell'Ordine nazionale del Quebec, ai membri vengono consegnate le insegne dell'ordine: un medaglione, una miniatura e una spilla. Tutti sono amministrati dai Regolamenti per le insegne dell'Ordine nazionale del Québec e sono stati progettati da Madeleine Dansereau, che si è ispirata agli elementi araldici della bandiera provinciale, in particolare ai colori blu e bianco usati sul nastro dell'ordine e al giglio.

## Insegne
- Il distintivo di grand'ufficiale è costituito da due lastre d'oro 18 carati, che formano una croce con due bracci da 60 millimetri e due da 40 millimetri, sovrapposti simmetricamente uno sopra l'altro a 4 mm di distanza l'uno dall'altro con la superficie levigata e bugnata. Nell'angolo in basso a sinistra vi è un giglio di smalto bianco. Sul retro del distintivo vi è scritto il motto dell'ordine - Honneur au peuple du Québec (omaggio al popolo del Québec) - e il numero di serie alla base della barra verticale.
- Il distintivo per ufficiali ha un design quasi identico a quello di grand'ufficiale ma con bracci lunghe di 50 millimetri e 25 millimetri, la piastra trasversale è in oro 18 carati con un giglio dorato applicato sopra e con la parte posteriore in argento.
- Il distintivo per cavalieri è una medaglia d'argento del diametro di 40 millimetri con una croce incisa simmetricamente. La croce ha bracci lunghi 30 millimetri e larghi 20 millimetri e riempiti con una superficie molto lucida e bugnata. Un giglio d'oro è montato sul lato inferiore sinistro della croce.

Ogni membro riceve anche versioni in miniatura delle proprie insegne, identiche nell'aspetto se non per le dimensioni: per tutti i gradi è di 18 millimetri di larghezza in ciascuna direzione o circonferenza. Per l'abbigliamento meno formale è usata una spilla.
I maschi indossano i loro emblemi sospesi da un nastro largo 38 millimetri, al colletto per i grand'ufficiali e gli ufficiali, e su un nastro verticale su una barra sul petto a sinistra per i cavalieri. Le donne grand'ufficiali e ufficiali indossano le loro insegne su un fiocco appuntato sulla spalla sinistra mentre le donne cavalieri portano le loro medaglie nello stesso modo degli uomini. Il nastro per miniature è largo 18 millimetri.
I regolamenti dell'Ordine Nazionale del Québec stabiliscono che il premier consegna ai nuovi membri le loro insegne, sia durante la festa nazionale del Québec, che in un altro giorno durante la settimana nazionale. La cerimonia si svolge nel Salon Rouge del Palazzo del parlamento a Québec, anche se a volte vengono fatte delle eccezioni quando non è possibile la partecipazione dei candidati, in particolare per alcune nomine di non quebeciani. Le insegne restano di proprietà della Corona e devono essere restituite in caso di cessazione dell'appartenenza di un membro all'Ordine, sia per decesso che per rimozione o rinuncia.
- Il nastro è bianco con due strisce blu ai lati.